# Ajia Paraskiewi
Ajia Paraskiewi (gr. Αγία Παρασκευή) – miasto w Grecji, w administracji zdecentralizowanej Attyka, w regionie Attyka, w jednostce regionalnej Ateny-Sektor Północny. Siedziba i jedyna miejscowość gminy Ajia Paraskiewi. W 2011 roku liczyło 59 704 mieszkańców. Położone w granicach Wielkich Aten.